# Philadelphia Soul (football americano)
I Philadelphia Soul sono una squadra di Arena Football League con sede a Filadelfia, Pennsylvania. La squadra è stata fondata nel 2004 dai musicisti Jon Bon Jovi e Richie Sambora.
I Soul hanno vinto il titolo AFL dopo aver sconfitto nell'ArenaBowl XXII i San Jose SaberCats per 59-56.